# North Wales
North Wales (walisisk: Gogledd Cymru), også kendt North of Wales (North, eller på walisisk: y Gogledd), er en region i Wales, der dækker de nordligste områder. Det grænser op til Mid Wales (eller South Wales ved nogle definitioner) mod syd, England mod øst og det Irske Hav mod nord og vest. Området er meget bjergrigt, og både blandt områderne i North Wales Snowdonia National Park (walisisk: Parc Cenedlaethol Eryri) og Clwydian Range, der er kendt for sine bjerge, vandfald og vandreruter. Befolkningen er koncentreret i nordøst, og de nordlige kystområder, mens en særligt stor del walisisk-talene del af befolkningen bor i den vestlige del samt i landområderne. North Wales er upræcist defineret og har ingen konkrete grænser eller administrativ struktur. I forhold til sundhed, politi og beredskab, og til satitistik, økonomi og kultur bliver North Wales normalt defineret admsinistrativt af de seks nordligste hovedområder, men i andre sammenhænge bliver Montgomeryshire også inkluderet i regionen.
Personer fra North Wales omtales nogle gange som "Gogs" (fra det walisiske ord for nord; Gogledd); mens dem fra South Wales kaldes "Hwntws" af nordwaliserne.
Større byer i regionen inkluderer Wrexham, Deeside, Rhyl, Colwyn Bay, Flint, Bangor, Llandudno og Holyhead. De største byer i North Wales er Wrexham, Deeside og Rhyl/Prestatyn, hvor en stor del af detailhandel, kultur, uddannelse, turisme og transport i North Wales ligger.